# Pellenes karakumensis
Pellenes karakumensis là một loài nhện trong họ Salticidae.
Loài này thuộc chi Pellenes. Pellenes karakumensis được Dmitri Viktorovich Logunov, Yuri M miêu tả năm 1999. Marusik & Rakov.